# Držiha

Držiha je bio benediktinski opat samostana svete Lucije u Baškoj.
O njemu se govori u prvom dijelu natpisa Bašćanske ploče, koji u suvremenom prijepisu na latinici glasi:
Prema zapisu s ploče naslijedio ga je opat Dobrovit.